# Hirtenberg (Harz)
Der Hirtenberg ist ein etwa 582 m ü. NHN hoher Berg im Harz. Er liegt nahe Lonau im gemeindefreien Gebiet Harz des Landkreises Göttingen in Niedersachsen.

## Geographie

### Lage
Der Hirtenberg erhebt sich im Mittelharz und im Nationalpark Harz. Sein Gipfel liegt knapp 1 km ostsüdöstlich des Ortskerns von Lonau, einem Ortsteil von Herzberg am Harz. Er bildet die südwestliche Fortsetzung des Langfast (606,1 m), und die Landschaft leitet nach Südwesten mit geringer Schartenhöhe zum Großen Teichtalskopf (492 m) über. Der Berg trennt die Täler der Großen Lonau im Norden und Westen und der Sieber etwa im Südosten.

### Naturräumliche Zuordnung
Der Hirtenberg gehört in der naturräumlichen Haupteinheitengruppe Harz (Nr. 38), in der Haupteinheit Oberharz (380) und in der Untereinheit Südlicher Oberharz (380.8) zum Naturraum Sieberbergland (380.82).

## Schutzgebiete und Bewaldung
Auf dem Hirtenberg liegen Teile des Fauna-Flora-Habitat-Gebiets Nationalpark Harz (Niedersachsen) (FFH-Nr. 4129-302; 157,7 km² groß) und des Vogelschutzgebiets Nationalpark Harz (VSG-Nr. 4229-402; 155,59 km²). An den im Siebertal gelegenen Bergfuß reichen das Naturschutzgebiet Siebertal (CDDA-Nr. 64701; 1992 ausgewiesen; 6,947 km²) und das FFH-Gebiet Sieber, Oder, Rhume (FFH-Nr. 4228-331; 24,5051 km²). Der Berg ist zum größten Teil mit Buchen, teilweise aber auch mit Fichten bewaldet.